# Michelangelo De Cesare
Michelangelo De Cesare (Spinazzola, 19 ottobre 1827 – Roma, 15 febbraio 1911) è stato un politico italiano.
Fu senatore del Regno d'Italia nella XVIII legislatura.